# Sophia Patsalides
Sophia Patsalidou (Σοφία Πατσαλίδου en griego), conocida artista y profesionalmente como Sophia Patsalides (Σοφία Πατσαλίδης en griego) es una joven cantante de Chipre que nació el 16 de diciembre del año 2000 en Nicosia.
Desde pequeña demostró un extraordinario talento para la música y la canción. Con tan solo 5 años de edad comenzó a estudiar piano. Un tiempo después, empezó a ejercitar la voz dando clases de teatro musical en la talentosa academia de Nicosia “Potenzia Del 'Arte”. A partir de entonces, comenzó  a actuar en importantes conciertos y eventos, entre los que se encuentran algunos organizados por organizaciones benéficas para recaudar fondos para buenas causas. 
Desde su infancia, Sophia ha trabajado con el compositor chipriota Stelios Pissis, cantando sus canciones junto a artistas de renombre griegos y chipriotas. En 2005 (con 5 años) participó en la grabación del disco "Castalias & Sirens", también junto a Stelios Pissis.
En 2009, participó en el musical "Rembetiki Rhapsodia" organizado por la Sociedad Literaria de Limassol en el antiguo anfiteatro de Curium. Recientemente comenzó a componer su propio material y en 2011 escribió e interpretó el tema "Giving Color to Life" en el proyecto de Jóvenes Chipriotas Voluntarios para la renovación del Hospital Infantil Makarios.
El 21 de julio de 2014 fue seleccionada por la cadena chipriota CyBC para representar a Chipre en el Festival de la Canción de Eurovisión Junior 2014 con la canción "I pio omorfi mera - The most beautiful day".

## Discografía

### Singles
| Año  | Título                                                                          | Traducción al español        | Álbum              |
| ---- | ------------------------------------------------------------------------------- | ---------------------------- | ------------------ |
| 2011 | "Giving Color to Life"                                                          | "Dando color a la vida"      | Sencillo sin álbum |
| 2014 | "I pio omorfi mera" (Η πιο όμορφη μέρα)                                         | "El día más hermoso"         | Sencillo sin álbum |
| 2015 | "The Love You Know"                                                             | ---                          | Sencillo sin álbum |
| 2015 | "Can't Help Falling in Love"                                                    | No puedo dejar de enamorarme | Together As One    |
| 2016 | "Cold Water" (con Casey Breves) (versión de Major Lazer con Justin Bieber & MØ) |                              |                    |
| 2017 | "Deep Blue Ocean"                                                               | Profundo océano azul         | Together As One    |
| 2017 | "Here for Christmas"                                                            | ---                          | Sencillo sin álbum |
| 2018 | "Break up the Silence"                                                          | Romper el silencio           | Sencillo sin álbum |
| 2018 | "Everything I Ever Wanted"                                                      | Todo lo que siempre quise    | EP                 |